# جورج مایر (ژیمناست)
جورج مایر (انگلیسی: George Mayer) ژیمناست هنری اهل ایالات متحده آمریکا است. 
از افتخارات وی میتوان به کسب مدال نقره ژیمناستیک هنری تیمی در بازی‌های المپیک تابستانی ۱۹۰۴ اشاره کرد.